# Mordred (groupe)
Mordred est un groupe de funk et thrash metal américain, originaire de San Francisco, en Californie. Le groupe est formé en 1984, et se sépare onze ans plus tard en 1995, après trois albums studio et un EP. Il se reforme brièvement entre 2001 et 2007 avant de se séparer de nouveau. En 2013, ils annoncent leur retour.

## Biographie
Mordred est formé en 1984 à San Francisco, en Californie,. Le groupe ne parviendra pas à se différencier des autres groupes de thrash de l'époque. Mordred comprenait le chanteur Scott Holderby, les guitaristes Danny White et J. Taffer, le bassiste Art Liboon, et le batteur Gannon Hall. 
Leur premier album studio, intitulé Fools Game, publié en 1989, comprend une reprise de la chanson Superfreak de Rick James, avec DJ Aaron (Pause) Vaughn aux platines,. Après avoir remplacé Taffer avec le guitariste James Sanguinetti, et fait de Vaughn un membre permanent, le groupe décide d'adopter le funk pour son album à venir, In this Life, publié en 1991. Malgré le succès modéré du single Falling Away, des tensions font surface dans le groupe, et la sortie de l'EP Visions en 1992 marque la fin du groupe. Le chanteur Scott Holderby sera remplacé par Paul Kimball et le groupe finit par enregistrer et publier l'album The Next Room en 1994 avant de se séparer,. Avant cette séparation, le groupe joue au Dynamo Open Air. Ils tournent aussi la vidéo de la chanson In this Live Video, au Marquee Club de Londres. En 2002, le groupe redevient actif, avec le chanteur Scott Holderb, avant de se séparer de nouveau en 2007.
Le 20 octobre 2013, Mordred lance sa page Facebook, et annonce quelques jours plus tard le retour de sa formation In this Life. Ils jouent au Royaume-Uni et en Irlande en 2014 avec Jeff Gomes à la batterie, et le groupe Kaine.Ils jouent aussi la nouvelle chanson The Baroness et annonce son intention de publier un nouvel album,. Le 24 juillet 2015, ils participent au Bottom of the Hill.
Le nouvel album sort finalement en 2021.

## Membres

### Membres actuels
- Art Liboon - basse (1984-1995, 2001-2007, depuis 2013)
- James Sanguinetti - guitare (1984-1986) (1990-1995, 2001-2007, depuis 2013)
- Scott Holderby - chant (1986-1993, 2001, depuis 2013)
- Danny White - guitare (1986-1995, depuis 2013)
- Aaron Vaughn - claviers, platines (1989-1995, 2001-2007, depuis 2013)
- Gannon Hall - batterie (1987-1995, 2001, depuis 2013)

### Anciens membres
- Paul Kimball - chant (1993-1994)
- Jim Taffer - guitare (1987-1989)
- Steve Scates - chant (1984-1986, 2007)
- Eric Lannon - batterie (1984-1987, 2001-2007)
- Alex Gerould - guitare (1984-1987)
- Sven Soderlund - guitare (2007)
- Chris Powell - guitare (2001)

## Discographie

### Albums studio
- 1989 : Fool's Game
- 1991 : In this Life
- 1994 : The Next Room
- 2021 : The Dark Parade

### EP
- 1992 : Visions